# Jussi Väinjärv
Jussi Väinjärv (est. Jussi Väinjärv) – jezioro  w Estonii, w prowincji Harjumaa, w gminie Kuusalu. Położone jest 5 km na południe od wsi Kemba. Ma powierzchnię 5,8 ha, linię brzegową o długości 931 m, długość 320 m i szerokość 270 m. Jest otoczone lasem.  Zlokalizowane jest na pojezierzu Jussi (est. Jussi järved). Sąsiaduje z jeziorami Jussi Kõverjärv, Jussi Mustjärv, Jussi Pikkjärv, Jussi Suurjärv i Jussi Linajärv. Leży na terenie rezerwatu przyrody Põhja-Kõrvemaa (est. Põhja-Kõrvemaa looduskaitseala).